# Soulier d'or belge 2016
Le Soulier d'or 2016 est un trophée individuel, récompensant le meilleur joueur du championnat de Belgique sur l'ensemble de l'année 2016. Ceci comprend donc deux demi-saisons, la fin de la saison 2015-2016, de janvier à juin, et le début de la saison 2016-2017, de juillet à décembre.
Il s'agit de la soixante-troisième édition du trophée, remporté par l'attaquant colombien José Izquierdo du Club Bruges KV. 

## Classement
| Place | Pays     | Joueur            | Club(s)                      | Points |
| ----- | -------- | ----------------- | ---------------------------- | ------ |
| 1.    | Colombie | José Izquierdo    | Club Bruges KV               | 268    |
| 2.    | Pologne  | Łukasz Teodorczyk | Dynamo Kiev / RSC Anderlecht | 183    |
| 3.    | Pays-Bas | Ruud Vormer       | Club Bruges KV               | 86     |
| 4.    | Belgique | Hans Vanaken      | Club Bruges KV               | 76     |
| 5.    | Algérie  | Sofiane Hanni     | KV Mechelen / RSC Anderlecht | 61     |
| 6.    | Espagne  | Alejandro Pozuelo | KRC Genk                     | 38     |
| 7.    | France   | Soualiho Meïté    | Zulte Waregem                | 30     |
| 8.    | Israël   | Lior Refaelov     | Club Bruges KV               | 30     |
| 9.    | Sénégal  | Mbaye Leye        | Zulte Waregem                | 29     |
| 10.   | Nigeria  | Wilfred Ndidi     | KRC Genk                     | 23     |

## Autres prix
- But de l'année : Wilfred Ndidi
- Meilleur gardien : Ludovic Butelle
- Espoir de l'année : Leon Bailey
- Meilleur Belge à l'étranger : Kevin De Bruyne
- Soulier d'or féminin : Tessa Wullaert

### Sources
- Soulier d'Or 2016: Les classements complets , rtbf.be